# Benjamin Robert Haydon
Benjamin Robert Haydon (26 de enero de 1786 - 22 de junio de 1846) fue un pintor inglés que se especializó en grandes pinturas históricos, aunque también pintó algunos temas contemporáneos y retratos. Su éxito comercial se vio perjudicado por su falta de tacto con los clientes y por la escala enorme de los cuadros que creaba. Mantuvo problemas financieros a lo largo de toda su vida, lo que le provocó varios encarcelamiento por deudas. Se suicidó en 1846.
Dio conferencias sobre arte y escribió unos extensos diarios que fueron publicados después de su muerte.

## Biografía
Haydon nació en la ciudad de Plymouth, era el único hijo de Benjamín Robert Haydon, un próspero impresor, papelero y editor, y su esposa Mary, hija del reverendo Benjamin Cobley, rector de  Dodbrooke, cerca de Kingsbridge, Devon. A una edad temprana mostró buenas aptitudes para los estudios, gracias en buena parte al impulso y el apoyo de su madre. A la edad de seis años accedió a la Escuela de Gramática de Plymouth (Plymouth Grammar School), y a los doce entró en la Escuela de Hele, donde había estudiado Joshua Reynolds. Las lecturas de Albinus le inspiraron gran afición a la anatomía, y desde su niñez quiso convertirse en pintor.
Lleno de energía y esperanza, salió de su casa el 14 de mayo de 1804 hacia Londres, donde entró en la Escuela de la Academia Real de Artes (Royal Academy of Arts. En 1807, a la edad de 21 años, Haydon presentó su primera exposición en la Academia Real, en la que se incluía El reposo en Egipto, que fue comprada por el banquero y coleccionista Thomas Hope un año después para la Sala Egipcia de su casa en la Duchess Street. Esto supuso un buen comienzo para la carrera de Haydon, que poco después recibió una encargo de Henry Phipps (Conde de Mulgrave) y una introducción a sir George Beaumont. En 1809 terminó su cuadro de Dentatus, que aunque aumentó su fama, supuso un conflicto con la Academia para toda su vida, porque fue colgada en una pequeña sala en lugar del gran salón. El mismo año, asumió su primer alumno, Charles Lock Eastlake, más tarde se convertiría en una de las figuras principales del arte británico.

## Discípulos
- Charles Landseer
- Edwin Henry Landseer
- William Bewick
- John Jackson
- Edward Chatfield
- Charles Lock Eastlake